# Bartholina
Bartholina es un género de orquídeas  en la familia Orchidaceae, a Bartholina se la conoce también como la "orquídea araña". Su nombre popular se debe a sus pétalos parecidos a plumas ligeras, que rodean la flor semejando las patas de una araña. 

## Descripción
Bartholina son plantas terrestres con una hoja solitaria, que emerge del tubérculo subterráneo. 
Hay dos especies en este género terrestre endémico de la provincia de Ciudad del Cabo África del Sur.
Su requirimiento es de un suelo de compost suelto arenoso, perfectamente drenado, y una temperatura fresca con nieblas y humedad, hasta que la hoja se marchite, requiriendo entonces un descanso estricto, hasta que vuelva a repetirse el ciclo y emerger una nueva hoja. 

## Taxonomía
Bartholina fue descrita por Robert Brown y publicado en Hortus Kewensis; or, a Catalogue of the Plants Cultivated in the Royal Botanic Garden at Kew. London (2nd ed.) 5: 194. 1813.
Etimología
Bartholina: nombre genérico que fue nombrado en honor del científico danés Thomas Bartholin.

## Especies
- Bartholina burmanniana R.Br.
- Bartholina ethelae Bolus 1884